# Thomas Ceyte

a Compétitions nationales et continentales officielles uniquement.

Dernière mise à jour le 12 septembre 2024.
Thomas Ceyte, né le 13 février 1991 à Aubenas, est un joueur français de rugby à XV qui évolue au poste de deuxième ligne.

## Biographie
Thomas Ceyte, né à Aubenas, est formé dans le club de sa ville natale, le RC Aubenas Vals. Évoluant alors en Fédérale 1, il signe en avril 2015 un contrat avec l'AS Béziers qui évolue alors en Pro D2, pour les deux saisons à venir.
Pendant le mois de février 2016, alors que son temps de jeu est très faible, il participe à des séances d'essais physiques avec l'US Dax, alors à la recherche d'un joker médical au poste de deuxième ligne. Son profil est retenu parmi celui de plusieurs joueurs ; il rompt ainsi son contrat à l'amiable avec le club bitterois afin de donner son accord au club dacquois jusqu'au terme de la saison,. Sa mission en tant que joker médical terminée, il prolonge d'une année plus une optionnelle. Pour cette première saison complète, il est titularisé à de nombreuses reprises avec l'US Dax.
Son transfert à l'USON Nevers est dévoilé à la fin du mois de mars 2017, pour trois saisons. En novembre 2021, alors qu'il dispute sa cinquième saison sous les couleurs du club de la Nièvre, il est désigné pour occuper le rôle de capitaine de l'équipe.
Il paraphe un pré-contrat avec l'Aviron bayonnais en décembre 2021, d'après la volonté du futur manager Grégory Patat ; le club basque décrochera entre-temps son accession en Top 14 pour la saison 2022-2023. Ceyte dispute ainsi ses premières rencontres de Top 14 dès le début du championnat.
En 2023-2024, alors que son contrat se termine à la fin de la saison et que ce dernier n'est pas prolongé par les dirigeants bayonnais, Ceyte signe un pré-contrat avec l'ASM Clermont Auvergne ; il signe finalement à l'intersaison un contrat de deux années plus une optionnelle avec le club auvergnat. Dès la première journée de Top 14, il fait ses débuts sous ses nouvelles couleurs et délivre une bonne performance.